# Каменно-медна епоха в България
Каменно-медната епоха (енеолит и/или халколит) се датира в периода 5000 – 4000 г. пр.н.е. През VI хил. пр.н.е. покачването на средните годишни температури е достигнало своята кулминация, като те са надвишавали с около 3 °C днешните. Става дума за кулминацията на климатическия максимум на холоцена, наречен още алтитермичен период, който е характерен за климата на нашата планета в общи черти от края на VIII хил. пр.н.е. до края на V хил. пр.н.е. (в калибрирани С14 дати). Възникването и разцвета на неолитните и енеолитните култури съвпада с кулминационните моменти на въпросния климатичен максимум, който им обезпечава една изключително благоприятна природоклиматична обстановка. Към края на V хил. пр.н.е. тези благоприятни климатични дадености започват постепенно да отзвучават, за да преминат в рамките на IV и III хил. пр.н.е. в своеобразен климатичен минимум. Той се характеризира със засушаване и с понижаване на средните годишни температури. За критерий за енеолит се приема един чисто формален признак – появата на графитния орнамент, който се счита за енеолитно явление.

## Хронология и периодизация

### Относителна хронология на енеолит в България поХенриета Тодорова
| Хронология | Период  | Под период | СЗ България      | Тракия      | СИ България            | Западно Причерноморие |
| ---------- | ------- | ---------- | ---------------- | ----------- | ---------------------- | --------------------- |
| 5000 BC    | Енеолит | Ранен I    | Градешница       | Марица      | Поляница               | Сава, Хаманджия       |
|            | Енеолит | Ранен II   | Градешница       | Марица      | Поляница               | Сава, Хаманджия       |
|            | Енеолит | Ранен III  | Градешница       | Марица      | Поляница               | Сава, Хаманджия       |
|            | Енеолит | Среден     | Градешница       | Караново VI | Поляница IV            | Сава – Фаза Варна     |
|            | Енеолит | Късен I    | Криводол-Сълкуца | Караново VI | Коджадермен, Гумелница | Варна                 |
|            | Енеолит | Късен II   | Криводол-Сълкуца | Караново VI | Коджадермен, Гумелница | Варна                 |
| 4000 BC    | Енеолит | Късен III  | Криводол IV      | Караново VI | Коджадермен, Гумелница | Варна                 |

Значително по-сложни са въпросите, свързани с установяването на относителната хронология на културите от каменно-медната епоха в Западна България, където рядко се срещат селищни могили и те се отнасят главно към новокаменната епоха. През късния енеолит съществуват някои многослойни паметници по височините, близки по своята морфология до селищните могили. Наричат се височинни селища. За съжаление те нямат дебели напластявания, проучени са незадоволително и не могат да дадат цялостна представа за развитието на каменно-медната епоха в тази част на страната, защото се отнасят само към финалните ѝ етапи.

### Ранен енеолит
От трите фази на ранния енеолит първите две са доста близки в типологическо отношение и се различават главно по обстоятелството, че в рамките на първата фаза все още се проследяват ретардиращи къснонеолитни елементи. За керамиката от първите две фази е характерно преобладаването на врязания, бяло или червено инкрустиран орнамент, линейната рисувана графитна украса с доста широки ленти през първата фаза, използуването на канелюри в украсата на съдовете, които са меко и заоблено профилирани. При третата фаза доминира линейният графитен орнамент, докато врязаната украса отстъпва на заден план и се запазва главно върху съдовете хранилища.

### Среден енеолит
До 1972 г. не съществуваше яснота относно етнокултурното съдържание на средния енеолит в Североизточна България, което водеше до постулиране на придвижванията на население от север на юг. Едва проучванията на селищните могили Овчарово и Поляница през 1970 – 1974 г. внесоха яснота в този проблем. Открита бе една нова култура – Поляница, чието присъствие през разглеждания период в Североизточна България изключва присъствието на придошло отвъд Дунава средноенеолитно население. Не разполагаме с данни, даващи отговор на въпроса кои археологически материали от Западна България следва да бъдат отнесени към средния енеолит. Типологически те би трябвало да представляват преход от културата Градешница към културата Криводол. Що се отнася до Добруджа, то при проучванията на некропола край с. Дуранкулак през 1983 г. са разкрити редица погребения, маркираши постепенното прерастване и а културата Хаманджия в късноенеолитната култура Варна, при прякото участие на етнически елементи, произхождащи от средата на културата Прекукутени—Триполие А. 

## Културни напластявания
В течение на това хилядолетие в селищните могили на Тракия се натрупват средно 9,10 м културни напластявания, т.е. средно по 1,30 м на фаза и по 0,91 см (или около 1 см) в година. В селищните могили на Североизточна България и Причерноморието за този хилядогодишен период се натрупват 8,90 м културни напластявания, което прави 1,27 м средно на фаза и 0,89 см (около 1 см) в година. В многослойните паметници на Северозападна България съответно се откриват средно 2,40 м културни напластявания по 0,80 м на фаза, обаче празнините в изследванията в този район не позволяват да се изчисли средната скорост на нарастване на културния пласт за една година, но тя е близка до тази от другите райони. Средните статистически данни за скоростта на нарастване на културните напластявания в многослойните обекти дават реална възможност за изчисления на времетраенето на определени културни наслаги, стига тяхната дебелина да не пада под 1 м, под която дебелина средните статистически данни вече не могат да бъдат считани за сигурни.
Приложен на практика този метод позволява да се определи времетраенето на енеолитния пласт на даден обект – например дебелият 4,60 м енеолитен пласт в селищната могила Виница се е образувал за около 460 години, което е една напълно реална продължителност на живота на това място.

## Селищна система
Отделните етнокултурни райони и отделните хронологически етапи на епохата силно се различават в това отношение помежду си, така че е трудно да се изведат някакви общи закономерности, които да са валидни за цялата страна и за цялата епоха. Ако се проследи топографията на селищните могили в България, се установява, че в преобладаващото си болшинство те са разположени в местности, където някога е имало или сега има заблатяване или периодични разливания на реките. Двете явления са тясно свързани помежду си и издават предпочитанието на древното население към такива терени. Тази закономерност в ситуирането на селищните могили не се наблюдава само в България, а е характерна за целия огромен ареал на тяхното разпространение от Месопотамия до Балканския полуостров. Предпочитанието на неолитното и енеолитното население към заблатените терени въпреки тяхната съмнителна здравословност подсказва, че за целия огромен ареал на разпространение на селищните могили т.нар. „прилиманно земеделие“ е било основният поминък на населението.

### Селищни могили
Такива селищни могили с мощни напластавания, които биват проучени са:
- Азмашката могила край Ст. Загора (1960 – 1965) под ръководството на Г. Георгиев, П. Детев и Д. Николов и с участието на М. Димитров, А. Радунчева, Хенриета Тодорова

- Чаталка, Старозагорско (1972 – 1973) под ръководството на М. Димитров.
- Виница, Шуменско (1966 – 1968) под ръководството на А. Радунчева
- Голямо Делчево, Варненско (1968 – 1970) под ръководството на Хенриета Тодорова, с участието на Д. Златарски, Тотьо Г. Иванов, Е. Кърджеева, Лиляна Перничева-Перец, Иван Иванов, Ал. Бонев
- Овчарово, Търговищко (1970— 1972) под ръководството на Хенриета Тодорова и с участието на Александър Бонев, Илка Ангелова, Иван Панайотов, Мая Аврамова, Иван Гацов
- Поляница край Търговище (1973 1975) под ръководството на Хенриета Тодорова и Александър Бонев, с участието на Г. Атанасов и М. Аврамова, И. Ангелов И. Панайотов и др.
- Радинград, Разградско (1978 – 1980) под ръководството на Тотьо Иванов.
- Търговище (1980 – 1981) под ръководството на Илка Ангелова
- Големия остров (111 и IV хоризонт) при село Дуранкулак, Добричко, под ръководството на Хенриета Тодорова и Тодор Димов, с участието на: Мая Аврамова, Александър Бонев, Андрей Меламед, Катя Меламед, Тхан Ван Тхан, Веселин Драганов, Иван Вайсов, Петя Георгиева, Владимир Славчев, Петър Зидаров, Радион Раденков, Габриел Фусек, Явор Бояджиев и много много др. В проучванията участват студенти от Германия, Чехия, Словакия, Румъния, Гърция, Русия и др. Така Дуранкулак се превръща в добра школа за редица европейски археолози. След 2015 г. проучванията се ръководят от Иван Вайсов и Владимир Славчев.

### Друг тип селища
Към каменно-медната епоха се отнасят и някои от т.нар. „наколни селища“ от Варненските и Бургаските езера. Всъщност става дума за шогашни крайбрежни селища. Нивото на Черно море и на подпочвените води през V хил. пр.н.е. е било значително по-ниско от днешното.
Енеолитни селища отсъствуват в степните райони на Добруджа. Тукашното население се е придържало към постоянните източници на вода – Дунава, лиманите и карстовите извори.
През първата фаза на ранния енеолит приключва поселищният живот в низините. През каменно-медната епоха са заселени и някои пещери. Особено характерни за района обаче са т.нар. височинни селища, които възникват предимно през късните етапи на епохата. В тези случаи естествената укрепеност е играла решаваща роля при избора на място за заселване – такива са Криводол, Заминец и Оходен от Врачанско, Слатино и Дяково от Кюстендилско, Телиш-Редутите Плевенско.

## Жилищна архитектура
Основни характерни белези са следните:
1. Строгата вътрешна организация на поселението. За селищата от типа на селищните могили е характерна строга планировка на поселищната площ, разделена от прави улици, ориентирани но посоките па света, и симетрично групирани в квартали или в успоредни редове постройки.
2. Гъстата застроеност на поселищния терен. Ширината на улиците варира от 0,5 до 2 м. Много рядко се проследяват малки площадчета или по-широки проходи. Постройките са често плътно прилепени една до друга или имат по една обща стена.
3. Ярко подчертан стремеж към солидна фортификация па селищата, като за целта се използуват както подходяща конфигурация па терена, осигуряваща естествена защитеност, така и различни видове сложни фортификационни съоръжения – палисади, емплектонни стени, валове, ровове, фортове или бастиони на места със следи от каменни или дървени облицовки.
4. Наличието вероятно във всяко поселение на „централна“ сграда, най-често двуетажна, с твърде масивна конструкция, съдържаща склад за керамика и общинния силоз за съхраняване зърното за посев.
Начинът на строеж при сградите с плетена конструкция може да бъде реконструиран по следния начин: В основата на жилището е била вкопавана плитка яма (20 – 25 см), върху която надлъжно са били поставяни на разстояние 60 – 80 см една от друга масивни греди. Върху тях са нареждани плътно прилепени един до друг разполовени дънери, образуващи дървената подова платформа на жилището. На места гредите са били сковавани с дървени дибли. Едва след това се е пристъпвало към изграждането на стените му. В земята и разстояние 30 -35 см един от друг (а и по на гъсто) са забивани основите колове на конструкцията, преплетени с клони, за да се получат стените. След оформянето на стените е било издигано скелето на двускатния покрив, който се носи от вътрешната страна на постройката от редица греди. Покривът вероятно е бил покрит или с камъш, или със слама, привързани към гредите. Има данни, които говорят, че някои от централните постройки в поселенията са били двуетажни. Подовете и стените са били обмазвани многократно с глина. Трудно е да се каже дали къщите са имали прозорци. Само на един от познатите многобройни глинени модели на енеолитни жилища има кръгли отвор – прозорци, другите са без такива. Мазилката на някои къщи е била украсявана отвън с рисувани орнаменти. В други случаи при всяко ново боядисване стените и подът са били оцветявани различно, веднъж в жълто, друг път в червено, розово и т.н. Има запазени останки от къщи от V хил. пр.н.е., които са били пребоядисвани 47 пъти – Овчарово
Най-често откриваният инвентар е пещта, която задължително присъства, както и хромелни камъни. Не липсват идолни пластики, керамика, както и тежести за станове.

## Антропологически данни
За съжаление степента на запазеност на човешките скелети от V и VI хил. пр.н.е. в почти всички части на България е много лоша. Почвените условия са такива, че обикновено се откриват само прахообразни или некомпактни следи от човешките кости, като най-силно разложени от дългия си престой в земята са най-порьозните части на скелета – гръбнакът, ставите, а често и ребрата и черепът. Поради това обстоятелство годният за пълноценни антропологически изследвания човешки костен материал от енеолитните некрополи е доста ограничен. Освен това почти целият антропологически материал произхожда от земите на север от Стара планина. От Тракия липсват антропологически данни, тъй като в тази част на страната не е проучен нито един енеолитен некропол. Антропологическата наука борави с информацията от около 600 енеолитни погребения, 389 от които с различна степен на запазеност на черепите.
Установена е отчетлива тенденция към грацилизация на енеолитното население в сравнение с неолитното (Boev, Colakov, 1984). Интересно е да се отбележи, че в североизточна посока кроманьоидният (протоевропеиден) компонент в расовата характеристика на населението нараства в процентно отношение. В Добруджа медитеранските расови белези се срещат примесени с кроманьоидните. Средният ръст на енеолитния човек е бил 162 см (156 см при жените, 168 см при мъжете)
Добруджа се очертава като един изключително интересен и важен район, в който се кръстосват белезите на двата големи европейски антропологически масива – североизточния (с висок процент кроманьоидни черти) и южния (с медитерански белези).

### Смъртност
През каменно-медната епоха най-ниска е била смъртността на населението между 10- и 15-годишна възраст, след което смъртността сред мъжете продължава да пада, докато сред жените рязко се покачва във връзка с ранните раждания, за да спадне около 22 – 23-годишна възраст. Второто рязко покачване на смъртността при жените съвпада с резкия скок при смъртността на мъжете между 27 и 30-годишна възраст. Това очевидно е зрялата възраст на епохата, в която възрастното население изнася на плещите си всички тежести на борбата за живот, сблъскванията с врагове и диви животни, злополуките и пр., поради което и смъртността е тъй висока. Трябва да се има предвид, че реално смъртността сред мъжете за този период е всъщност значително по-висока, защото статистиката е построена върху данни от наличния антропологически материал и не отразява броя на кенотафите – погребения, в които отсъствуват скелети.
В резултат на въпросната кулминация в смъртността около 27 – 30-годишна възраст дадено поколение губи значителна част от своите представители и след 30-годишна възраст започва да клони към залез, отстъпвайки място на следващото. Минимален е броят на индивидите, починали след 45-годишна възраст, а само единици доживяват „дълбоката“ за времето си старост от 60 – 65 години. Това е пределната възраст за каменно-медната епоха. Средната продължителност на живота на работоспособното население възлиза на 27,4 години. С включване на апроксимативната детска смъртност тя пада на 24,6 години. Въпреки констатираната ниска средна продължителност на живота разрастването на отделните селища и на цялата енеолитна поселищна система свидетелства убедително за едно доста бързо нарастване на броя и гъстотата на населението. Очевидно преодоляването на високата смъртност е било постигано по пътя на ранните бракове и голям брой раждания.

## Енеолитни култури в България

### Причерноморски ареал
Каменно-медната епоха в Западния Причерноморски район е едно от най-сложните, но и най-прогресивни явления в праисторията на Балканския полуостров. Широките разнопосочни контакти както с археологическите култури от хинтерланда, така и с по-отдалечени територии са имали за резултат кръстосването на различни влияния. Това прави от научна гледна точка ареала особено важен, тъй като именно тук на базата на конкретни импорти могат най-добре да се документират връзките между едновременните култури и влиянията, които те възприемат или излъчват. Освен това близостта на морето, особено в по-късните етапи, играе определяща роля за бързото икономическо и социално издигане на този район. Чрез морето са се осъществявали връзките както с Южна Бесарабия, така и с разположените на североизток между р. Прут и р. Днестър кукутенско-триполски племена (ранни фази), както и с населението на Егейския свят.

### Ранно-енеолитната култура Сава
Съдове върху висок фусбоден, конусовидни блюда, украсени с врязан линеен, бялоинкрустиран орнамент. Тъй като в този ареал липсват графитни находища, графитният орнамент се среща рядко, а въобще влиза късно в употреба. Познати са обаче няколко съдчета, украсени с графит, внесени от Тракия – от ареала на културата Марица.
Археологическият материал показва, че ранноенеолитната култура Сава се е формирала на базата на културата на местното неолитно население с привнасяне на редица елементи от юг, които органически се вплитат в древните традиции на ареала. Срещат се няколко категории керамика – украсена с канелюри, с врязан бялоинкрустиран орнамент, без украса и груба кухненска керамика. Врязаният орнамент се нанася с помощта на групи от 3 – 5 успоредни врязани линии, очертаващи спираломеандри и прости Г-образни мотиви. Този вид украса се съчетава с тесни, шахматно инкрустирани пояси, които маркират челната част на съда.
II и III фаза на културата Сава са застъпени на много места в Причерноморския ареал: в селищните могили Сава, Цонево, Голямо Делчево – II хоризонт, Каблешково, в залива на Ахтопол, в района на Каварна и др. По всичко личи, че на този етап са усвоени всички по-добре напоявани терени, предимно край реките, карстовите извори и лиманите. Основният фонд на керамичните форми се запазва, но се увеличава броят на дълбоките купи, украсени с канелюри, които по форма почти не се отличават от дълбоките, украсени с графит купи от същия период в Тракия.

### Култура Хаманджия
Това е най-източното явление от големия къснопеолитен комплекс на Долнодунавските култури. Населението не се заседява твърде дълго на едно място, в резултат на което и тук през неолита не възникват многослойни археологически паметници от типа на селищните могили. Такива обаче не се срещат тук и в рамките на ранния енеолит, а чак през средния енеолит. В района между Шабла и Каварна културата Хаманджия граничи с културата Сава. В зоната на контакти между тези две съседни култури техните елементи се преплитат, така че се образува един типичен пограничен комплекс, известен в науката като „тип Шабла“. Най-голям разцвет културата Хаманджия преживява през етапите, отнасящи се към каменно-медната епоха. Ранноенеолитният етап на културата Хаманджия е добре представен в некропола на брега срещу Големия остров край Дуранкулак. Съдовете са кафяви до черни, биконични, с отклоняващ се навън ръб на устието. Срещат се високи цилиндрични чаши, вазовидни съдове и огромни хранилища. Украсата обаче е съвсем проста – състои се от тънки врязани или набодени линии, стъпаловидно разположени една спрямо друга, врязани триъгълници, ограничени с триъгълни набождания и фини канелюри. Врязаният орнамент върху хранилищата е бялоинкрустиран. Спираломеандровият орнамент напълно отсъства, както и графитната украса на съдовете.

## Рудодобив и металургия
Рудодобивът и металургията, тези най-прогресивни отрасли на праисторическата икономика, преживяват своя най-ранен разцвет още през V хил. пр.н.е. Металите и на първо място медта не са открити на Балканите, а в Предна Азия, където най-ранните находки на дребни метални изделия се срещат още в предкерамичните обекти от края на VIII хил. пр.н.е. Редица учени подчертават обстоятелството, че този важен отрасъл на стопанството възниква и се развива на Балканския полуостров самостоятелно и без външни влияния или импулси. Голяма е ролята, която този първичен металургичен център е играл в икономическата история на човечеството. На разглеждания етап от човешката история обаче техническите знания на хората правят достъпни за експлоатация само оксидните медни руди (малахит, лазурит и пр.), които са разположени непосредствено под земната повърхност и са лесно достъпни както за рудодобив, така и за металодобив, тъй като при елементарна термична обработка без допълнителни химически операции дават необходимата чиста мед. За щастие Балканите се оказват изключително богати именно на такива залежи (вече напълно изчерпани). В Ай-Бунар (Стара Загора) е разкрит ранен енеолитен рудодобивен център. Най-ранните находки от рудниците в Ай-бунар се отнасят към края на ранния енеолит (III – (графитна) фаза на културата Марица.
Технологиите на добиване били крайно примитивни, преработката също.
През най-ранния – първи период – се произвеждат само дребни изделия, които изискват минимални количества мед – игли, шила, мънисга, обици, висулки.
През втория период се преминава към производство на по-масивни медни оръдия.
Ранен период – когато свойствата на медта все още не са добре изучени и първите медни оръдия се произвеждат по подобие на каменните. Поради това в тях се влага много повече метал, отколкото е необходимо.
Късен период към средата на късния енеолит вече се оформя самостоятелна технология на отливане на медните оръдия, отговарящи на характера на суровината. В предметите се влага само минимално необходимото количество метал,
Трети период – опити за примеси с различни полиметални руди.
Към края на каменно-медната епоха в стопанството на енеолитните общества от Югоизточна Европа и съседните ѝ страни се акумулира едно колосално за времето си количество мед, което поставя отпечатъка на своето присъствие върху целия икономически и обществен живот. Археолозите се виждат изправени пред истински метален „бум“,
Интересно е да се отбележи, че Ай-бунарското рудно находище е снабдявало с мед не само североизточната част на Балканския полуостров, но и твърде отдалечени територии. Така например металът на Карбунското съкровище в Украйна произхожда от Тракия. Именно рудата, а не готовите произведения са били предмет на експорт, което се потвърждава от типологията на изделията, изработени от Ай-бунарска мед в Карбунското съкровище – те имат типични за културата Кукутени-Триполие форми и технологии на изготвянето, каквито не се срещат в българските земи.

## Медни изделия
Прави впечатление голямото типологическо разнообразие на изделията, обаче само най-удачните типове са получили широко разпространение. Срещат се следните видове изделия от мед: медни клинове, брадви клинове, брадви чукове, брадви копачи, брадви тесли, тесла чук, медни длета, медни пръчки с кукообразно завит изтънен край (предназначението им не е изяснено, може би се касае за медицински инструмент), медни шила. медни игли за коса или дреха, медни гривни, медни спиралки, медни пръстени, медни мъниста, медни обици, медни апликации с различна форма, медни украси за костените идоли.
Самата мед е била по-необходима за производството на оръжия. Нелегираната мед е сравнително мека и не е годна за направата на тънки, режещи оръдия (ножове, ками). Последните отсъствуват сред инвентара на каменно-медната епоха. За първи път се срещат в рамките на преходния период от енеолита към бронзовата епоха. Метални оръдия на труда навлизат само в отделни отрасли на стопанството. Например медни оръдия не намират приложение в земеделието, тъй като медта не е по-твърда от еленовия рог, който се използува при сохите, копачките, мотиките и като суровина се среща масово. Медта с нищо не би допринесла за повишаването на производителността на труда в земеделието, където скъпият и рядък метал би бил една нецелесъобразна, лишена от смисъл инвестиция. Той се използува само в сферите, където приложението му дава максимален икономически ефект – а именно в дърводобива и дървообработката. Въобще медта и медните изделия са най-ценното, което притежава неолитният човек, а медно-рудните находища —най-голямото богатство на българските земи през енеолита.

## Оръдия от кремък
Кремъчните оръдия на труда от каменно-медната епоха са много по-специализирани в сравнение с тези от новокаменната епоха, което говори както за важно качествено развитие на оръдийния фонд на праисторическия човек, така и за прогресивни изменения в структурата на древната икономика. В неолитните селища е бил използуван главно местен, сив, некачествен кремък, докато изделията от висококачествен, „вносен“, жълт кремък са рядкост. През каменно-медната епоха картината е точно обратната, от което може да се заключи, че развитието на обществените отношения вече е създало необходимите предпоставки за осъществяването не само на организиран и планомерен добив на медна руда, но и на висококачествени каменни суровини, които достигат до енеолитните селища също по пътя на разменната търговия. На относително отворената структура на късно енеолитното стопанство се дължи широкото разпространение на висококачествения жълт кремък и доминирането на пластинната техника през разглеждания период.
От кремъчните пластини се произвеждат всички режещи, стържещи и пробиващи оръдия (ножове, пили, стъргалки, свредели, пробивани, стрели и други). При проучването на енеолитните селища често се попада на силно притъпени и блестящо полирани кремъчни пластини – зъбци на сърпове, чието тяло и дръжка през тази епоха са били произвеждани от дърво.
Самите кремъчни ядра, след като от тях са отцепени необходимите количества пластини, биват използувани като оръдия за производство на оръдия на труда, а именно – като чукалки. С тяхна помощ, чрез точно преценен удар се отцепват пластините от кремъчните ядра. В процеса на своята употреба като чукалки, остатъците от кремъчните ядра постепенно добиват кръгла форма и съвсем погрешно биват интерпретирани като „бойни топки“.
До откриването на арсениковия бронз към средата на IV хил. пр.н.е. човечеството не е разполагало с други достатъчно твърди суровини за производство на режещи оръдия освен кремъка, кварца, ахата и обсидиана.

## Оръдия от камък
Каменната брадва чук и боздуганът вероятно са играли ролята на символи на властта. За производство на каменни оръдия са били използувани твърди скали от вулканичен произход, кристалинни шисти и мрамор. Специални и особено ценени видове скали като амфиболити са били предмет на междуплеменна обменна търговия и са доставяни от твърде отдалечени находища. Така например амфиболктите от Северозападна България са намерили разпространение в цяла Средна Европа. Те са най-древната скална суровина, предмет на широк междуплеменен размен в праисторическата епоха.
Най-често срещаните каменни оръдия са брадвата и теслата. Техните каменни остриета са били монтирани или в муфи от еленов рог. Производителността на каменните брадви спрямо производителността на медните брадви чукове е в съотношение 1:30 в полза на медните оръдия. Освен брадвите и теслите от камък се произвеждат още длета, клинове, брадви чукове, боздугани, чукалки, хромелни камъни, подпетъчни камъни, гладилки, култови предмети и украшения. От тях само брадвите чукове и боздуганите имат провъртяна дупка за поставяне на дръжка.
При необходимост да се пробие дупка в каменното изделие, полуоформеното оръдие е било поставяно в тежък пробивачен стан. Пробиването е ставало с помощта на здрава кост, закрепена на вертикална дървена ос. Последната, притисната от тежести и укрепена във вертикално положение в пробивачния стан, била привеждана във въртеливо движение. При работата постоянно е бил подсилван сух пясък. В разстояние на 2 – 3 часа отворът е бил пробит, при което, ако не е била сменявана костта, той е получавал леко конусовидна форма.
Техниката на обработка на камъка достига най-високо равнище при изработването на каменните брадви чукове и боздуганите, които поразяват с изящната си направа и блестяща полировка.

## Изделия от кост и рог
От рог на елен са били изработвани работните остриета на мотики, сохи, копачки и бойни брадви чукове, както и вече споменатите муфи и дръжки, в които са били поставяни каменните и кремъчните работни остриета на брадви, тесли, ножове, стъргалки и пр. От здрави животински кости са били изработвани длета, ками, игли, шпатули и огрибки. Различни дребни украшения, като мъниста за гердани, пръстени, апликации и няколко вида костени идоли, също са били произвеждани от кост. Особено интересни са някои костени и рогови имитации на медни изделия. Може да се предположи, че бойните брадви чукове, които се откриват в погребенията на възрастни мъже в некропола от Дуранкулак, също са замествали много по-ценните медни брадви чукове. Несложните технологии, свързани с производството на изделия от рог и кост, не изключват известна вътрешнообщинна специализация. От селищната могила Хотница е позната работилница за костени идоли, а от селищната могила Овчарово – работилница за изделия от рог на елен. Това говори за навлизането на вътрешнообщинната специализация във всички сфери на производствената дейност на енеолитния човек.

## Енеолитна керамика
Керамичните технологии, използвани през енеолита, са разнообразни и показват високо ниво на техническа култура и специализация. В Караново и Овчарово са открити опожарени жилища, в които са били складирани стотици съдове. За керамични работилници в границите на енеолитните селища не може да се говори сериозно, първо, защото такива още никъде не са открити, второ, защото при гъстото застрояване на енеолитните селища просто няма място за тях, а и опасността от пожар е много голяма. Наблюденията върху самите съдове обаче дават възможност да си съставим представа за съвършените технологии, които са били прилагани през каменно-медната епоха. Така например някои от съдовете от ареала на културата Варна са така прецизно профилирани, че създават впечатлението, че са работени на грънчарско колело.
От вътрешността на страната има допълнителни данни за керамичната технология. Глините, от които са изработвани съдовете от тази епоха, са били подбирани грижливо. Те без изключение са добре пречистени и утаени. Органични примеси не се прилагат. Особено грижливо е обработена повърхността на енеолитните съдове. При фината керамика тя е най-често черна или сива, блестящо полирана. Това оцветяване се постига преднамерено, чрез създаването на редукчна среда в края на изпичането на съдовете или чрез поставянето им след изпичането – още горещи, върху органична материя.
В Причерноморския ареал, където се срещат пирулозитни конкреции, дълбоко черната, блестяща повърхност на съдовете е била постигана чрез нанасянето с четка на тънък слой пирулозитна боя преди полирането на повърхността. Изпечена в редукчна среда, тя дава смолисточерен цвят, а при обикновени условия според температурата на пещта – съответно от тъмночервено до бледооранжево и златисто оцветяване. Сивият цвят на керамиката в този ареал е резултат от примеси от манган в глината. Графитната украса върху съдовете е нанасяна с четчица преди изпичането и полирането. След пресъхването си съдът е полиран с помощта на костна гладилка, благодарение на което графитът е втрит в порите на съда. Случва се след изпичането на съда в резултат на дългата употреба графитът да е опадал. Освен с графит енеолитните съдове са украсявани с канелюри – нанесени с ръка или гладилка и блестящо полирани. С гравиране (кербшнит) са изрязвани различни площи но повърхността на съда с цел да бъдат инкрустирани с бяла или червена охра. Гравирането се среща в края на ранния и през целия среден енеолит, а в Причерноморския ареал – върху съдовете на културата Варна – се задържа до края на епохата.
Начинът на украса на съдовете с набодени ленти е характерен главно за средния и късния неолит, но се среща още в I фаза на културата Градешница, за да изчезне след това напълно. През късния енеолит набоденият орнамент се възражда и запълва цели метопи, предимно върху търбуха на съдовете. На този етап набодената украса има чисто декоративни функции, тъй като не личат определени мотиви. При фината енеолитна керамика се среща още украса във вид на ребра върху търбусите. Съдовете рядко са снабдени с дръжки, които са няколко вида: дъговидни, коленести, зоо- и антропоморфни, пъпковидни и фалшиви пъпковидни, които служат и за украса на съда. Букелите са типичен ранноенеолитен елемент на украса, който обаче е разпространен главно в Западна България.

### Начин на изпичане
Петнистият ефект от изпичането, който се наблюдава по повърхността на енеолитните съдове, може да служи за косвено доказателство за прилагането на следната технология на изпичане:
Изсушената керамична продукция е била натрупвана на големи купища, в които ред съдове се е редувал с ред лек горивен материал – клонки, слама, съчки, кори от дървета. Най-горният и най-долният пласт са се състояли от дебел пласт гориво. Отгоре купът е бил плътно обмазван с 3 – 5 см дебел пласт глина, който обаче не е достигал съвсем до земята. Надупчени на места отвори са позволявали циркулация на въздуха, след като горивото бъде подпалено от всички страни. Горенето е траело около 12 часа, след което замазката е била разчупвана и съдовете изваждани. Температурите, при конто са били изпичани съдовете през каменномедната епоха, са установени по експериментален път и се движат между 750 и 950 °C. Само керамиката, използувана в погребенията, е „изпичана“ при много ниска температура до 300 – 400 °C.

## Украшения
Химическият анализ на енеолитните златни находки от България, правен в химическата лаборатория на Щутгартския музей от А. Хартман, показва два компонента: част от находките са изработени от съдържащо платина злато (Г. Делчево 5138 – 0,01%), което е чуждо на Балкано-Дунавския макроареал и сочи далечни южни и източни паралели. Останалата част от златните украшения са от несъдържащо цинк и платина злато, т.е. от същия метал, от който са изработени златните украшения от целия Балкано-Дунавски ареал, в т.ч. тези от културата Тисанолгар в Унгария, от селището Тибава. Ако се проследи детайлно типологията и технологията на златните находки, открити във Варненския некропол, става ясно, че в преобладаващото си болшинство те представляват продукция на един високо развит златарски център, какъвто се очертава в района на Варненските наколни селища. Техен характерен белег е геометричната форма и почти пълното отсъствие на орнаменти. Релефните пъпчици, ограждащи златните апликации във формата на бик, и някои кръгли апликации са характерен белег за някои метални изделия в Югоизточна Европа, които датират именно към този период. Изброените данни говорят в полза на предположението, че в района на Варна е било преработвано по местни образци полученото по пътя на обмяната срещу мед, медни изделия и злато.
Една твърде изящна група украшения образуват костените игли за коса (или дреха), които имат разнообразно оформени главички и блестящо полирана повърхност. Като амулети на шията са носени и не по-малко прецизно изработените костни идоли, а т.нар. корубести идоли вероятно са били апликирани върху дрехите или кожените щитове. Друга голяма група украшения образуват простите кръгли гривни от мида спондилус. Прави впечатление, че в количествено отношение те не се разпределят равномерно на територията на етнокултурната област.

## Духовен живот
Информация за духовния живот на енеолитния човек идва пак от погребалните обичаи и от многобройните предмети на култа, от произведенията на изкуството, тясно свързани с последния, от орнаментиката, знаците, пиктограмите, архитектурните концепции.

### Погребални обичаи
Наблюдават се зависимости за избиране на местата за погребения. Гробовете почти никога не се застъпват взаимно. Очевидно те са били по някакъв начин маркирани на повърхността, за да не бъдат нарушавани от по-късни погребения.
Вярата в задгробния живот намира отражение и в погребалния инвентар – в повечето от гробовете са открити погребални дарове. Те се състоят главно от съдове, в които вероятно е била поставена храна. Те са полагани при най-малките деца, така че често при пълното изтляване на крехките детски кости, тези съдчета остават единствените археологически свидетелства за извършено погребение. При възрастните индивиди съдовете са многобройни, обикновено 3 – 4, като в един гроб на мъж от Дуранкулак те наброяват 18. Поставяни са на различни места около погребания – до главата, един пред самото лице с устие до устата, придържан с ръка като за пиене, върху гърдите, върху коремната област и до стъпалата. Очевидно количеството и качеството на поставените в гроба съдове (а следователно и храна) отговарят на общественото положение на погребания. Съдовете, открити във всички некрополи, са отлично изработени и богато украсени, но съвсем слабо изпечени (вероятно в проста пещ или на открит огън). В резултат от това се откриват почти напълно разложени в пръстта. В Причерноморието тази фиктивност е най-ясно изразена, като в гробовете дори се откриват миниатюризирани съдчета, които по форма копират в мащаб 1:3 до 1:10 реалните съдове от едновременните селища. Освен съдове, в гробовете са поставяни и личните украшения на погребания.
Интерес представляват и грижите, полагани от енеолитното население за самия труп. Известните некрополи съдържат само погребения с трупополагане и кенотафи. Но при това се наблюдават съществени различия. Най-често срещаната поза на скелета е „хокер“. Този начин на погребване е един от най-древните документи за вярванията на праисторическия човек в задгробния „живот“ и доказателство за силата и дълготрайността на сакралните традиции.
Особен интерес представлява фактът, че в Причерноморския ареал хокерното положение на трупа се среща само при жените. Енеолитното каселение тук се е придържало така стриктно към това правило, че дори при юношите, чийто пол не може да бъде определен по антропологически път, можем да разграничим погребенията на момчетата от тези на момчетата. в Североизточна България хокерите са поставени наляво, като главата сочи на изток (с отклонения); в Причерноморието – надясно, като главата сочи на север (с отклонения). Погребения в изтегнато по гръб положение на трупа се срещат почти само в Причерноморския ареал (Девня, Варна I, Дуранкулак). Тази поза е запазена само за мъжете (и момчетата). Във вътрешността на страната главата е ориентирана на изток, лицето на юг. Тук вероятно прозира култът към Слънцето – мъртвият се отправя с крака на запад, към „страната на мъртвите“. При мореходните причерноморски племена, за които полярната звезда вероятно е играела жизненоважна роля за ориентацията по нея – на север – изглежда логична и оправдана. Лицето на мъртвия съответно гледа на запад.

### Идолна пластика
Идолната пластика е най-атрактивната съставка на археологическия материал от неолита и енеолита в България. Тя е изходната база при разглеждането на въпросите, свързани с религията и мирогледа на праисторическия човек, защото праисторическото изкуство е носител на богато идеологическо, естетическо и културно-историческо съдържание. Земеделско-скотовъдната база на енеолитното общество е намерила косвено отражение в култа към Слънцето, Луната и природните стихии, който очевидно е заемал централно място в идеологическите представи на човека. Върху идолите личи орнамент, маркиращ женската носия, състояща се от елече и панталони до колената, пъстър колан и риза е дълъг ръкав, набран на гънки по вдигнатите ръце. Най-богатият носител на информация за култ е една култова сцена от Овчарово, отрита при разкопки. 
Основните иконографски типове на енеолитната идолна пластика са седящите и изправените идоли, полуседящите идоли, „цилиндричните“ идоли, идолите бюстове, символичните изображения, костените идоли – амулети, антропоморфните съдове, зооморфната и антропозооморфната пластика. Повечето от тях имат свои прототипи още през новокаменната епоха, моделирани в специфичния за тази ранна епоха доста схематичен стил, който значително еволюира в навечерието на епохата на металите.
През късния неолит, в края на VI хилядолетие пр.н.е., антропоморфната идолна пластика вече тръгва по пътя на обогатяване на формите и персонажа, а следователно и на идеите, въплътени в нея. Това развитие върви преди всичко по линията на приближаване до реалните обеми и пропорции на човешкото тяло поне при моделирането на онези негови части, които интересуват автора. Повечето от фигурките имат набелязани различни прически, а мъжките идоли (които се появяват за първи път) и бради. Започналият разцвет на идолната пластика продължава и през каменно-медната епоха, когато тя достига върховете на художественото творчество не само за българските земи, но и за цяла Югоизточна Европа.
Късният енеолит в стилово отношение е период на доминиране на формата над орнамента. Този естетически принцип намира своето отражение и в идолната пластика, която също постепенно се отказва от украсата за сметка на едно разнообразяване на формите в иконографията. През следващите етапи на късния енеолит рисунката, както и врязаният орнамент върху идолите постепенно изчезват. Изправените или полуседящи фигурки се моделират с голи, твърде близки до действителността тела почти без хиперболизация.
Във финалните моменти от развитието на късния енеолит се появява и една нова, твърде необикновена форма идоли, които вероятно стоят във връзка с развитието на някои вярвания в духове. Става дума за т.нар. плоски идоли.
Над 90% от енеолитните идоли изобразяват жени. Мъжките фигури са само редки изключения в това „женско царство“. Произведенията на праисторическото изкуство, които са свързани с култа, явно изобразяват една вече отживяла социална действителност, в която жената е играла ръководна роля (некрополите говорят за патриархат). Образът на жената доминира в праисторическото изкуство, защото в нейно лице намира своето най-ярко отражение идеята за плодородието. Идеята на плодородието минава като водеща нишка през култа и изкуството на праисторическия човек, но тя отразява само една от страните на неговите вярвания.
Друга категория култови фигури са масивните идоли – съдове, високи 15 – 30 см; кухи идоли, които са изработени заедно с кръглата глава, като широко отворената уста или отворите в разперените встрани цилиндрични ръце са служели за вливане на течностите, използувани в култа и магията; и обикновени съдове с антропоморфни признаци.

### Пинтадери и пиктограми
Особено много плочки и дъна на съдове със знаци върху тях произхождат от ареала на ранноенеолитната култура Градешница. Познавати са и редица пиктограми, които хронологически предхождат тези от Градешница и датират от края на средния и от късния неолит. Това са знаците от Курило, Усоето, Калояновец и др. Следователно първите наченки на обособяване на система от пиктографски знаци трябва да се търсят в края на новокаменната епоха, когато се зараждат културите с врязана керамика. Освен пиктограмите от Градешница, с особена известност се ползва глинената пинтадера от Караново, която е датирана от откривателите ѝ към късния енеолит култура Коджадермен – Гумелница – Караново VI.
Монограмите, както и пиктограмите, се различават от орнамента по това, че не образуват като него непрекъснати ритмични системи, а се срещат еднократно. От своя страна монограмите се отличават от пиктограмите по това, че все още остават неразделна съставна част от орнамента на съдовете и по-точно – негов център, докато последните са напълно самостоятелно явление. Енеолитните пиктографски знаци са отговаряли на нуждите за запазване и предаване на един минимален обем информация, свързана както с култа, така и с новите социални понятия, възникващи в резултат на настъпващото второ разделение на труда и произтичащите от него дълбоки промени в традиционните обществено-икономически структури. Тяхното разпространение е още един важен щрих в картината на всестранния подем на българските земи през каменно-медната епоха. То осветлява една сфера от духовния живот на древното население, която за съвременния човек е особено трудна за интерпретация.

## Съдба на енеолитното население
За Североизточна България и Лонгоза настъпва време на консолидация, съпроводено от дълготраен мир. Той намира отражение в многобройните последователни неопожарени селищни хоризонти на селищните могили – например целия културен пласт на Поляница, долните жилищни хоризонти в Овчарово, Сава. Профилите на селищните могили документират особено добре това развитие, което бива последвано от нова вълна пожари. Тя се отнася към края на средния и първата фаза на късния енеолит. Сега определени контингенти енеолитно население от Добруджа и Причерноморието се преселват на север от Дунав в Южна Бесарабия и създават там културата Болград. Причините, които са довели до това преселване, трябва да се търсят в събитията, намерили място на границата между средния и късния енеолит на Балканския полуостров. По това време в Североизточна България може да се говори за зачестили конфликти, които оставят следи във вид на следващи едно след друго опожарявания на селища. Положението на този етап не е по-добро и в Тракия, а в Западна България целият период изобщо трудно се улавя археологически (Дяково). Никакви по-конкретни данни, които биха осветлили причините за въпросните конфликти, не са познати. След отзвучаването на този бурен период, развитието на цялата етнокултурна област върви плавно и без сътресения до края на епохата. Именно към този спокоен етап спада най-големият разцвет на културата – развитието на металургията, своеобразният „метален бум“, констатиран от Е. Черних, блестящият възход на Причерноморието и първите археологически доловими симптоми на разложение на родовообщинния строй.
Друго крупно явление с комплексен природогеографски и исторически характер става причина за загиването на енеолитните култури и разпадането на цялата егнокултурна област. Към края на V хил. пр.н.е. постепенно отзвучава климатичният максимум, обхващащ VIII—V хил. пр.н.е. Нивото на Световния океан се издига на З м над сегашното. Климатът застудява и се засушава. В резултат се увеличават ледниковите шапки на Европейската платформа, която под натиска им леко потъва. Това явление довежда до допълнително покачване на подпочвените води. Ниските терени се заблатяват трайно и стават негодни за земеделие. От друга страна най-сухите части на степите се превръщат в полупустини. Източната Дунавска равнина, както и Тракийската низина вероятно загубват за дълго време обработваемите си площи, а късноенеолитните племена – своята икономическа база. Наблюдават се коренни промени в икономиката и културата на праисторическото население в тази част на света, демографски колапси и придвижвания главно от север на юг.
Кризисното състояние, в което неминуемо е попаднала в края на V и началото на IV хилядолетие номадската икономика, е могло да бъде преодоляно чрез широки придвижвания на хора и добитък към по-благоприятни терени. Археологическите данни говорят за една твърде ранна вълна, която не бива да се смесва със значително по-късната инвазия на носителите на ямната култура. Споменатите следи от инвазията сочат, че основният удар на степното нашествие е бил поет от Североизточна България, докато по всяка вероятност до Тракия са достигнали по-малобройни контингенти. Местното население, което от една страна не познава опитомения кон, а от друга само е било изправено пред нерешими икономически проблеми, не е могло да окаже съществен отпор и или е загинало, или е било принудено да се оттегли в планините, където в основната си част трябва да е станало жертва на глад. Така в резултат от действието на цял комплекс от обективни и субективни фактори загиват блестящите енеолитни култури от Североизточна България, Причерноморието и Тракия. Животът върху всички селищни могили угасва за дълго време или завинаги.
Изглежда, че Западна България и Олтения са попаднали в обсега на действие на въпросните степни племена с известно закъснение в рамките на един втори етап на разпространение на тяхната инвазия. По отношение на Северозападна България, Олтения и особено по отношение на Трансилвания силата на инвазията вероятно е била значително по-слаба, а контингентът на нашествениците – чувствително намалял. Едно е сигурно – тукашните два центъра на рудодобив и металургия продължават още известно време да дават продукция, която обаче се различава в типологично отношение от тази на по-ранните епохи. По отношение на Тракия от двата основни фактора, довели до гибелта на късноенеолитните култури, приоритет има природния, тъй като почти всички селищни могили в този район са разположени в лесно заблатяеми райони с високи подпочвени води. А това покачване е било съществено. Най-ниско разположените пластове на много селищни могили не могат да се проучат, защото попадат под подпочвените води, езера и др., а тези пластове на времето са се издигали над нивото на обработваемите терени.